# Evento mental
Um evento mental é uma ocorrência particular de algo que ocorre na mente ou mente substituta. Pode ser um pensamento, um sonho, um sentimento, uma compreensão ou qualquer outra a(c)tividade mental. Eventos mentais não estão limitados ao pensamento humano, mas podem ser associados a animais e inteligências artificiais também.

## Exemplos de eventos mentais
- Maria caminha através de um parque quando vê e reconhece a sede da prefeitura. A instância de ver e reconhecer a prefeitura é uma instância de percepção—algo que supõe-se estar ocorrendo na mente de Maria. A instância da percepção é um evento mental. É um evento porque é algo que está acontecendo e é mental porque ocorre na mente de Maria.
- Maria sente-se feliz porque foi bem nos exames e sorri. Este pensamento é um evento mental. O sorriso é um evento físico.
- O computador Deep Blue registra que o oponente encurralou seu rei. Deep Blue decide tomar a peça ofensora usando um dos cavalos. A decisão de tomar a peça ofensora é um evento mental. O a(c)to de tomar a peça de xadrez, mesmo uma peça e um tabuleiro virtuais, é considerado um evento físico.
- Uma orca reconhece o sentimento de fome. Ela come o primeiro peixe que passa por perto. O reconhecimento do sentimento de fome é um evento mental. Comer o peixe é um evento físico.